# Zirkelit
Zirkelit là một khoáng vật oxide với công thức hóa học (Ca,Th,Ce)Zr(Ti,Nb)2O7. Nó tồn tại ở dạng tinh thể lập phương có hình dạng rõ ràng. Nó có màu đen, nâu hoặc vàng với độ cứng 5,5 và tỉ trọng 4,7.

## Tên gọi và phát hiện
Zirkelit được phát hiện đầu tiên ở Brazil năm 1895. Nó được đặt theo tên nhà thạch học người Đức Ferdinand Zirkel (1838–1912).

## Phân bố
Phát hiện ban đầu là ở Jacupiranga cacbonatit, Sao Paulo, Brazil. Nó cũng được tìm thấy ở Canada, Kazakhstan, Na Uy, Nga, Nam Phi, Anh, và Hoa Kỳ.